# Physopleurus
Genre
Physopleurus est un genre d'insectes coléoptères de la famille des cérambycidés, sous-famille des Prioninae et de la tribu des Mallodontini.

## Dénomination
- Le genre a été décrit par l'entomologiste belge Théodore Lacordaire en 1869[1].
- L'espèce type est :  Physopleurus dohrnii (Lacordaire, 1869)

### Synonymie
- Stenodontes (Physopleurus) (Lameere, 1902)
- Basitoxus (Parabasitoxus) (Fragoso & Monné, 1995)
- Parabasitoxus (Fragoso & Monné, 1995)

## Taxinomie
Liste des espèces
- Physopleurus amazonicus (Fragoso & Monné, 1995)
- Physopleurus crassidens  (Bates, 1869)
- Physopleurus dohrni (Lacordaire, 1869)
- Physopleurus erikae  (Santos-Silva & Martins, 2009)
- Physopleurus exiguus (Santos-Silva & Martins, 2003)
- Physopleurus longiscapus (Lameere, 1912)
- Physopleurus maillei ( Serville, 1832)
- Physopleurus rafaeli (Santos-Silva, 2006)
- Physopleurus rugosus (Gahan, 1894)
- Physopleurus tritomicros (Lameere, 1912)
- Physopleurus villardi (Lameere, 1902)